# Uronema (cilié)
Pour les articles homonymes, voir Uronema.
Genre
Uronema est un genre de Ciliés de la famille des Uronematidae.

## Liste des espèces
Selon le World Register of Marine Species (13 octobre 2023) :
- Uronema acuminata Kahl, 1926
- Uronema acutum Buddenbrock, 1920
- Uronema antarcticum (Thompson, 1972) Petz, Song & Wilbert, 1995
- Uronema botuliformis Wenzel, 1961
- Uronema castellonensis Fernandez-Leborans, Castro & Zaldumbide, 1990
- Uronema constantziana Tucolesco, 1962
- Uronema elegans (Maupas, 1883)
- Uronema filificum Kahl, 1932
- Uronema marinum Dujardin, 1841
- Uronema nigricans (O. F. Müller, 1786) Florentin, 1901
- Uronema paramarinum Petz, Song & Wilbert, 1995
- Uronema pluricaudatum Noland, 1937

Selon GBIF (13 octobre 2023) :
- Uronema acuminata Kahl, 1926
- Uronema acutum Buddenbrock, 1920
- Uronema antarcticum (Thompson, 1972) Petz, Song & Wilbert, 1995
- Uronema apomarinum Liu, Li, Zhang, Fan, Yi & Lin, 2020
- Uronema biceps Penard, 1922
- Uronema botuliformis Wenzel, 1961
- Uronema castellonensis Fernandez-Leborans, Castro & Zaldumbide, 1990
- Uronema caudatum Martini, 1910
- Uronema constantzianum Tucolesco, 1962
- Uronema digitiformis Cuénot, 1891
- Uronema elegans Maupas, 1883
- Uronema gallicum
- Uronema gemmuliferum Penard, 1922
- Uronema granulatum Lepsi, 1926
- Uronema griseolum
- Uronema halophilum Jankowski, 1964
- Uronema marinum Dujardin, 1841
- Uronema nigricans (Müller, 1786) Florentin, 1901
- Uronema opisthostoma Lepsi, 1926
- Uronema paramarinum Petz, Song & Wilbert, 1995
- Uronema parduczi Foissner, 1971
- Uronema parvum Czapik, 1968
- Uronema pleurocaudatum Noland, 1937
- Uronema pluricaudatum Noland, 1937
- Uronema powersi Kahl, 1934
- Uronema rabaudi Cépède
- Uronema simplex Penard, 1922
- Uronema sinicum Liu, Wang, Hu, Qu, Jiang, Al-Farraj, El-Serehy, Warren & Song, 2020
- Uronema socialis Penard, 1922
- Uronema solivaga Kahl, 1926

## Systématique
Le nom valide complet (avec auteur) de ce taxon est Uronema Dujardin, 1841.

## Publication originale
- F. Dujardin, Histoire Naturelle des Zoophytes. Infusoires, comprenant la physiologie et la classification de ces animaux, et la manière de les étudier à l'aide du microscope, Paris, Librairie Encyclopédique de Roret, 1841 (lire en ligne )